# Dezimalrechner

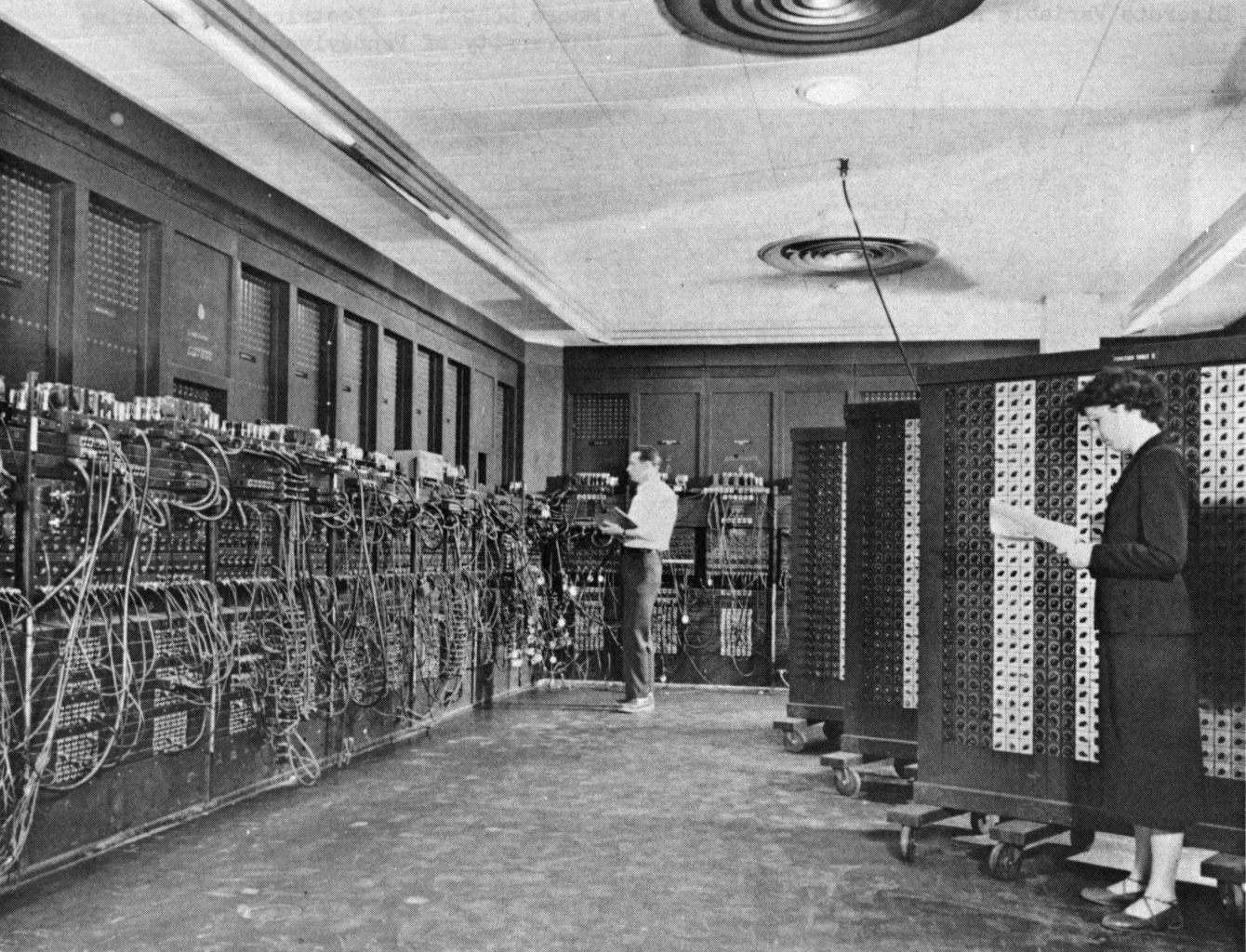
Der 1946 eingeführte ENIAC war ein Dezimalrechner

Dezimalrechner können Daten und Adressen dezimal darstellen. Die Instruktionen können die dezimalen Daten direkt manipulieren, ohne eine Umwandlung in eine binäre Form vorzunehmen.
In der frühen Phase der Geschichte der Computer wurden derartige Rechenmaschinen oftmals realisiert wie der ENIAC, der UNIVAC I, die IBM 1401, die IBM 650 und die IBM 7070. Bei der IBM 1401 wurde eine Kombination aus dezimaler und binärer Arithmetik verwendet. Später waren beim Einsatz von Mikroprozessoren dann Instruktionen vorhanden, 1 Byte-binär-codierte Dezimalzahlen in eine Binärzahl umrechnen zu lassen. Rechner der Intel 80x86 Familie beherrschten dies.